# 7705 Humeln
7705 Humeln är en asteroid i huvudbältet som upptäcktes den 17 mars 1993 i samband med projektet UESAC. Den fick den preliminära beteckningen 1993 FU7.
Den tillhör asteroidgruppen Nysa.

## Namngivning
Asteroiden namngavs senare efter Hummeln, en sjö i Oskarshamns kommun i Småland. Det internationella namnet på asteroiden får därför ses som en felstavning. Eftersom felstavningen föreskrivs också av MPC heter asteroiden följaktligen så också på svenska.
Humelns senaste periheliepassage skedde den 21 februari 2020.[Uppdatering behövs]